# بان وي
بان وي (بالصينية: 潘巍) (11 يونيو 1978 في الصين - ) هي لاعبة كرة سلة صينية في مركز مدافع مسدد الهدف، شاركت في الألعاب الأولمبية الصيفية 2004 و2001 ABC Championship for Women ‏ ودورة الألعاب الآسيوية 1998 ودورة الألعاب الآسيوية 2002 والألعاب الجامعية الصيفية 2001 وكأس العالم لكرة السلة للنساء 2002 والألعاب الجامعية الصيفية 2003.

## وصلات خارجية
- بان وي على موقع الاتحاد الدولي لكرة السلة (الإنجليزية)
- بان وي على موقع كرة السلة الأوروبية.كوم (الإنجليزية)
- بان وي على موقع سبورتس رفرنس (الإنجليزية)
- بان وي على موقع أوليمبيديا (الإنجليزية)
- بان وي على موقع اللجنة الأولمبية الصينية (الإنجليزية)